# كأس البوسنة والهرسك 2005–06
كأس البوسنة والهرسك 2005–06 هو موسم من كأس البوسنة والهرسك. أقيم خلال الفترة 21 سبتمبر 2005 وحتى 3 مايو 2006، وأشرف على تنظيمه اتحاد البوسنة والهرسك لكرة القدم، وكان عدد الأندية المشاركة فيه 32، وفاز فيه HNK Orašje ‏.